# Deník vděčnosti
Deník vděčnosti je deník popisující události, za které je člověk vděčný. Deníky vděčnosti zpravidla používají lidé, kteří chtějí zaměřit svou pozornost na pozitivní věci ve svém životě.

## Vděčnost
Vděčnost je pocit, který si získal v oblasti pozitivní psychologie velkou pozornost. Některé studie zjistily, že ti, pro které je běžné být vděčný, jsou šťastnější než ti, pro které to tak není. Studie dále naznačují, že pocity vděčnosti mohou mít dokonce přínos pro duševní i fyzické zdraví. Pozitivní psychologie se snaží vyvinout metody, pomocí nichž lze cíleně posilovat vděčnost. Deník vděčnosti je jednou z takových metod.

## Hlavní empirická zjistění
Jedna z prvních výzkumných studií Emmonse & McCullougha věnovaná deníkům vděčnosti zjistila, že zaznamenávání příznivých událostí v deníku vedlo ke zlepšení psychického a fyzického fungování. Účastníci, kteří každý týden zaznamenávali do deníku pět věcí, za něž jsou vděční, byli v následujícím týdnu optimističtější, trávili více času cvičením a byli méně fyzicky nemocní. Účastníci, kteří deníky vděčnosti doplňovali denně, zaznamenali celkově zvýšený pocit vděčnosti, pozitivní prožitek, nadšení, odhodlání a čilost. Pravděpodobněji také pomohli druhým a pokročili směrem ke svým osobním cílům ve srovnání s těmi, kteří si deníky vděčnosti nevedli. U vzorku dospělých s neuromuskulárním onemocněním vedlo psaní deníků vděčnosti po dobu 3 týdnů ke zvýšení optimismu v jejich životě, k delšímu a více osvěžujícímu spánku, k výraznějším pozitivním emocím a pocitům lepšího propojení s ostatními lidmi. Celkově zaznamenali účastníci, kteří vedli deníky vděčnosti, ať už denně nebo jednou týdně, psychické i fyzické výhody ve srovnání s účastníky, kteří si deníky nevedli.
Pozitivní účinky vděčnosti mohou být pozorovány již v dětství. Studie provedená Frohem, Sefickem a Emmonsem v roce 2008 zkoumala účinky vděčnosti na subjektivní pohodu 221 mladých adolescentů v šestém a sedmém ročníku. Děti byly požádány, aby si každý den vyčlenily čas a napsaly seznam toho, za co byly vděčné. Výsledky zjistily zvýšený pocit vděčnosti, optimismu, životní spokojenosti a snížení negativních prožitků. Kromě toho posilování vděčnosti korelovalo také s dlouhodobou spokojeností se školní prací.
Další výhodou může být to, že deníky vděčnosti jsou relativně snadným a příjemným způsobem, jak podpořit pocit štěstí: Parks et al. zjistili, že mezi prezentovanými osmi různými nástroji na podporu pocitu štětí byly deníky vděčnosti třetí nejoblíbenější (předstihlo je „Sledování naplňování cílů“ a „Vychutnávání přítomného okamžiku“). Podobně Seligman et al. zjistili, že po týdenním řízeném cvičení "tři dobré věci, za které jsem vděčný" účastníci s větší pravděpodobností než u ostatních cvičení pokračovali v tomto cvičení sami.

## Aplikace
S ohledem na rostoucí množství literatury popisující přínosy deníků vděčnosti mnoho vědců také zkoumalo, jak tyto výhody maximalizovat. Jedna studie zkoumající účinnost několika nástrojů na podporu pocitu štěstí zadala účastníkům zapisovat do deníků vděčnosti jednou denně nebo třikrát týdně. Výsledky ukázaly, že záznamy do deníku jednou denně vedly k významnému nárůstu štěstí, ale záznamy třikrát týdně nikoliv. Jiná studie porovnávala uvědomování vděčnosti s jinou činností: účastníci měli udělat pět laskavostí, a to buď za jeden den, nebo rozložených v celém týdnu. Výsledky této studie byly pozoruhodně podobné výsledkům studie deníků vděčnosti: ti, kdo udělali pět laskavostí za jeden den, vykázali výrazný nárůst pohody, zatímco ti, kteří své laskavosti konali v různých dnech během týdne, nikoli. Autoři studií odvodili, že rozložení těchto nástrojů podporujících štěstí - vděčnost nebo laskavost - do delšího časového intervalu může snížit jejich účinnost. Tyto výsledky ukazují, že nejvýhodnější je zaznamenávat si do deníku vděčnosti jednou denně.
Seligman et al. zkoumali účinky tohoto nástroje v delším časovém období. Účastníci dostali pokyn, aby na konci každého dne napsali „tři dobré věci“, ke kterým ten den došlo. Při realizaci této aktivity každý den v týdnu začali účastníci po jednom měsíci uvádět silnější pocit štěstí a méně stavů deprese, což je účinek, který vydržel i při tříměsíčním a šestiměsíčním sledování. Příznivé účinky cvičení „tři dobré věci“ trvaly déle než účinky jiných podobných nástrojů (psaní o sobě podle vašich nejlepších představ, identifikace klíčových silných stránek, zaslání vděčného dopisu) a výsledky naznačují, že deníky vděčnosti mohou mít dlouhodobější dopad než jiné nástroje na podporu pocitu štěstí. Dlouhodobé přínosy denních vs. týdenní záznamů do deníku vděčnosti však zůstávají nejasné.

### Příklad
Výzkum zjistil, že mimořádně prospěšné jsou deníkové záznamy ve formě: „Proč jsem za to vděčný? Proč se tato dobrá věc stala?“. Způsobují totiž, že jednotlivec přemýšlí o své vděčnosti a její příčině a zkoumá ji. Některé studie nechaly účastníky použít pro zápis do deníku šablonu: „Jsem vděčný za ___________, protože ________________.“ Ukázalo se, že výsledkem je větší štěstí a subjektivní pohoda.

## Kontroverze
Vědci se neshodují v tom, zda je výhodnější vést v deníku vděčnosti týdenní nebo denní záznamy. Některé studie naznačují, že denní deníky vděčnosti produkují lepší výsledky v úrovni vděčnosti než týdenní deníky. Jiní vědci se však domnívají, že týdenní deníky jsou nejlepší, protože u denních záznamů se lidé mohou přizpůsobit účinkům deníku příliš rychle a ztratit tak jeho nejsilnější účinky. Jedna studie zjistila, že lidé, kteří udržovali týdenní deníky, zaznamenali větší benefity než ti, kteří vedli denní deníky, zatímco jiná studie zjistila, že týdenní deníky vděčnosti vedly k vyšším úrovním štěstí než deníky vedené třikrát týdně. I když se určité účinky týdenních a denních deníků vděčnosti mohou mírně lišit, obě verze se ukázaly jako prospěšné pro psychickou pohodu.
Většina studií zkoumajících deníky vděčnosti zjistila, že nejlepší výsledky přináší zahrnutí 3 až 10 položek. Zatímco většina výzkumů instruuje účastníky, aby psali do deníku pouze 3 věci, některé studie zjistily, že i psaní 10 položek v jednom příspěvku přináší autorovi deníku pozitivní výsledky. Vědci však naznačují, že psaní příliš mnoha položek na jeden záznam (nad 10) ve skutečnosti nepřinese typické psychologické benefity deníku vděčnosti. S větším počtem položek může být psaní do deníku pro člověka příliš zdlouhavé. Psycholog Robert A. Emmons věří, že lidé se rychle přizpůsobují pozitivním změnám a že příliš časté a příliš rozsáhlé deníky vděčnosti nebudou mít stejné příznivé účinky jako kratší a méně časté záznamy. Zaznamenávání více než 10 položek může dokonce příznivý význam deníku vděčnosti úplně odstranit.